# 마이크로소프트 제품의 이스터 에그 목록
마이크로소프트의 소프트웨어 제품에는 여러 가지 이스터 에그가 숨어 있다.

## 윈도우

### 윈도우 3.1 ~ 윈도우 98
윈도우 3.1부터 윈도우 98까지의 윈도우는 크레딧 화면을 볼 수 있는 이스터 에그가 있다.

### 윈도우 2000 ~ 윈도우 XP, 윈도우 7 윈도우 10
C:\WINDOWS\Media 폴더 내에는 town.mid, flourish.mid 그리고 onestop.mid이라는 미디 음악 파일이 들어있다.

## 마이크로소프트 비주얼 베이직

### VB 5.0 ~ 6.0
- 도움말 바로가기를 툴바에 새로 만든 후 이름을 Show VB Credits로 변경한 후 클릭하면 개발자와 함께 창이 나온다. 방향키로 배경화면 속도 조절이 가능하며 배경음악이 삽입되어 있다.

## 마이크로소프트 오피스

### 오피스 95
- 마이크로소프트 엑셀에 간단한 3D 1인칭 길 찾기 게임이 들어있다. 영문 버전 기준으로 설명하면, 엑셀 95를 실행한 후 95번째 행을 전체 선택(왼쪽 95숫자 클릭)한다. 그리고 ‘Tab’키를 한 번 누르면 (B,95)셀이 선택된다. 그 상태에서 마우스로 ‘Help’메뉴의 ‘About Microsoft Excel’을 선택하면 엑셀 정보 창이 뜨는데, ‘Ctrl’키와 ‘Shift’키를 누른 상태로 방금 띄운 정보창의 ‘Tech Support’ 버튼을 누르면 게임이 실행된다. ‘Hall of Tortured Souls’라는 이름의 3D 게임인데, 계단을 올라가고, 지그재그의 길을 통과하는 단순한 방식으로, 마지막엔 개발진의 사진이 나온다.

### 오피스 97
- 마이크로소프트 엑셀에 플라이트 시뮬레이터가 들어있다.
- 마이크로소프트 워드에 핀볼 게임이 들어있다.
- 마이크로소프트 엑세스에 매직 8볼
- 장난감 시뮬레이터가 들어있다.

### 오피스 2000
- 마이크로소프트 엑셀에서는 레이싱 게임을 플레이할 수 있다. 엑셀 2000을 연 상태에서 다른 이름으로 저장을 클릭하고 웹 페이지 형태를 선택한다. 창 형태가 바뀌면 Selection Sheet 버튼을 선택하고 바로 아래의 Add Interactivity 박스를 체크한 후 저장 버튼을 누른다. Publish as Web Page 대화 상자가 나오면 Publish를 누른다. 그러면 웹 페이지가 저장되는데, 인터넷 익스플로러에 들어가 저장된 웹 페이지를 열어서 2000번째 행 WC열로 이동하자. (2000, WC)탭이 화면의 가장 왼쪽 위에 위치하도록 화면을 이동한 뒤 탭 왼쪽의 2000행을 전체 선택하고 Ctrl, Shift, Alt키를 동시에 누른 상태로 왼쪽 위의 오피스 로고를 클릭하면 Dev Hunters라는 이름의 레이싱 게임이 실행된다.[1]

## 같이 보기
- 구글의 이스터 에그 목록